# Nahe (gmina)
Nahe – gmina w północnych Niemczech w kraju związkowym Szlezwik-Holsztyn, w powiecie Segeberg, wchodzi w skład urzędu Itzstedt. Według danych z 2008 r. liczyła ok. 2,4 tys. mieszkańców.